# Емил Виячки
Емил Виячки (роден на 18 май 1990 г.) е български професионален футболист, който играе за Славия (София). Играе като централен защитник и дефанзивен полузащитник. Преди това играе в аматьорската дивизия на клуба.